# Demografía de Andalucía

Densidad de población de los municipios andaluces en 2007.

Andalucía es la primera comunidad autónoma española en cuanto a su población, que con 8.584.147 habitantes en 2023. Esta población se concentra, sobre todo, en las capitales provinciales y en las áreas costeras, siendo el nivel de urbanización de Andalucía bastante alto: más de la mitad de la población andaluza se concentra en las veintinueve ciudades de más de cincuenta mil habitantes.

## Distribución y evolución histórica de la población
La distribución de la población es un factor de desequilibrio y contraste entre las distintas zonas de la geografía andaluza. En el año 2012 la densidad de población andaluza era de 96'83 hab/km², ligeramente mayor que la nacional.
En un análisis de la distribución provincial, es clara la concentración de grandes ciudades en torno al eje Guadalquivir-Genil y el litoral Mediterráneo. Destacan en este desequilibrio las provincias de Sevilla, Málaga y Cádiz respecto al resto de Andalucía. Entre estas tres provincias se supera ampliamente el 50% de la población total. En cuanto al porcentaje de población en las capitales, en 1991 era del 34,68% con respecto al total; en 2014 la cifra había descendido al 28,65% debido al aumento de la población en las aglomeraciones urbanas y en la zona costera. Entre las seis ciudades más pobladas de España se encuentran dos andaluzas, Sevilla y Málaga, ambas con más de 500 000 habitantes, además Córdoba supera los 300 000 habitantes y otros dos municipios superan los 200 000 habitantes (Granada y Jerez).
| Gráfica de evolución demográfica de Andalucía entre 1787 y 2015                         |
|                                                                                         |
| Fuente: Instituto Nacional de Estadística de España - Elaboración gráfica por Wikipedia |

En el umbral del siglo XX Andalucía estaba inmersa en la última fase de la transición demográfica. La mortalidad se estancó en torno a los 8-9‰, por lo que la natalidad y los movimientos migratorios marcaron la evolución de la población.
En 1950 el peso de la población andaluza con respecto a la nacional era del 20'04%, mientras que en 1981 descendería hasta el 17'09%. En estas décadas el lento retroceso de población, provocado por la emigración, no pudo ser contrarrestado por la mayor natalidad respecto a las otras regiones de España. El crecimiento medio interanual fue mucho más moderado que en fechas precedentes. 
A partir de los años 80 ocurrió el proceso contrario. La natalidad sufrió un brusco descenso, al igual que en el resto de España y en los países desarrollados. Si bien, en la comunidad andaluza el descenso fue más lento y se prolongó esta transición. La base por lo tanto de su recuperación demográfica relativa respecto a España es el retorno de inmigrantes a Andalucía. Durante los años 90 un nuevo fenómeno de inmigración, que afectó tanto a Andalucía como al resto de España.
A comienzos del siglo XXI, se observa un ligero repunte de la natalidad, en gran medida condicionado por el aumento de nacimientos de hijos de inmigrantes, que unido a la tradicional vitalidad de la población andaluza, ha dejado un panorama más favorable al rejuvenecimiento de la población que en otras comunidades de España y países europeos. En 2015 el peso de la población andaluza respecto al total de España era del 18'01%.

## Estructura

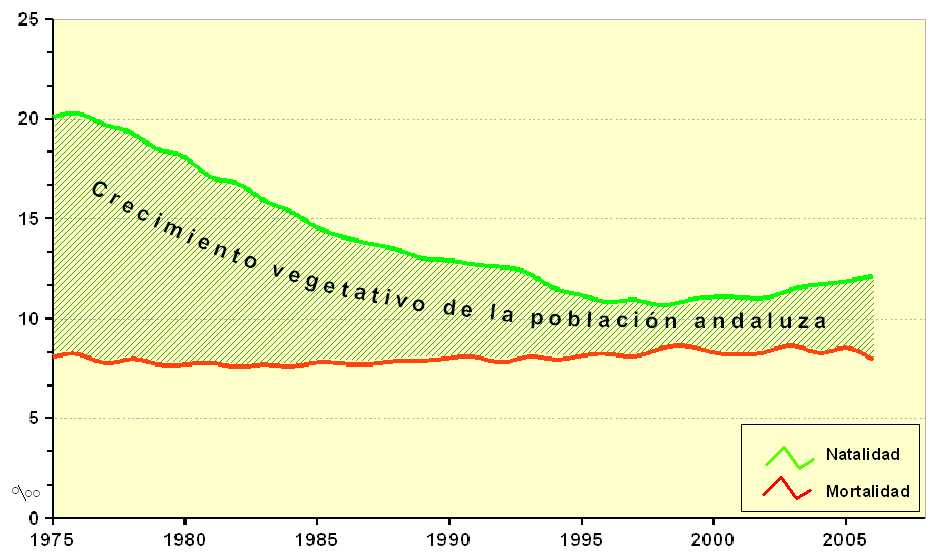
Evolución del crecimiento natural de la población andaluza.

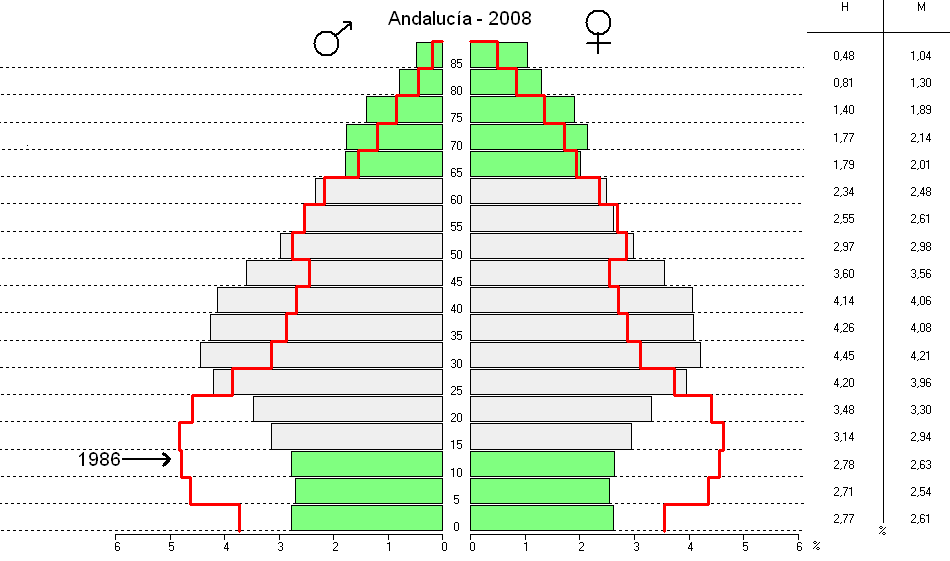
Estructura de la población por edades en Andalucía. Comparativa 2008-1986.

A comienzos del siglo XXI, la estructura de población de Andalucía denota una clara madurez demográfica, fruto del largo proceso de transición demográfica que se prolongó en tierras andaluzas hasta muy bien avanzado el siglo XX.
Observando la comparación entre los años 1986 y 2008, se pueden explicar los cambios en la estructura de la población: 
- 1. Un claro descenso de la población joven, debido a la importante disminución de la natalidad.
  2. Aumento de población adulta, debido a la entrada en fase adulta del numeroso contingente de población nacido tras la bonanza económica de los años 1960 -baby boom-. A este hecho hay que unirle el numeroso aporte de población inmigrante, normalmente en edad adulta.
  3. Aumento de la población adulta, debido al aumento de la esperanza de vida.

En cuanto a la estructura por sexo, hay dos aspectos a resaltar: la mayor proporción de población anciana femenina -debido a la mayor esperanza de vida de la mujer- y por otra parte el mayor porcentaje de población adulta masculina, en gran parte debido al aporte de población inmigrante que en su mayoría es de sexo masculino.

## Emigración
A principios del siglo XX emigraron un buen número de Andaluces a América donde se establecieron de forma definitiva
A partir de 1950 la emigración tuvo 3 direcciones:
- Los grandes centros urbanos andaluces que absorbieron el éxodo rural,
- las regiones españolas con mayor desarrollo (principalmente aquellas relacionadas con el auge del sector industrial: Madrid, Cataluña y País Vasco,
- y los países centroeuropeos necesitados de mano de obra barata

La siguiente tabla muestra la población andaluza residente en otras comunidades españolas en el año 2007.
| CC.AA                | Población andaluza | Porcentaje |
| -------------------- | ------------------ | ---------- |
| Aragón               | 26 868             | 1,71%      |
| Asturias             | 12 330             | 0,79%      |
| Baleares             | 87 736             | 5,60%      |
| Canarias             | 40 289             | 2,57%      |
| Cantabria            | 5819               | 0,37%      |
| Castilla y León      | 19 143             | 1,22%      |
| Castilla-La Mancha   | 36 638             | 2,34%      |
| Cataluña             | 704 697            | 44,98%     |
| Ceuta                | 9389               | 0,60%      |
| Comunidad Valenciana | 218 276            | 13,93%     |
| Extremadura          | 19 890             | 1,27%      |
| Galicia              | 11 440             | 0,73%      |
| La Rioja             | 4099               | 0,26%      |
| Comunidad de Madrid  | 270 956            | 17,29%     |
| Melilla              | 6055               | 0,39%      |
| Región de Murcia     | 42 875             | 2,74%      |
| Navarra              | 13 610             | 0,87%      |
| País Vasco           | 36 682             | 2,34%      |
| Total España         | 1 566 791          | 100%       |

### Inmigración
El 8,13% de la población andaluza tiene nacionalidad extranjera, porcentaje cuatro puntos inferior a la media nacional (12,28%). Sin embargo, los inmigrantes se reparten de manera muy desigual por la comunidad autónoma: la provincia de Almería es la provincia con mayor porcentaje de población extranjera (con un 21%), mientras que Jaén (con un 2,92%) y Córdoba (con un 3,08%) son las dos provincias de Andalucía con menor porcentaje de extranjeros. Las nacionalidades predominantes son la británica (un 16,04% del total de extranjeros, mayoritariamente en Málaga) y la marroquí (un 15,39%, y mayoritarios en Almería). En los primeros años del siglo XXI la inmigración de América Latina, de donde por áreas geográficas son los más numerosos (si exceptuamos los inmigrantes comunitarios), y del este de Europa, de donde solo rumanos hay más de 88 000 inmigrantes, ha cambiado drásticamente el panorama migratorio no solo en la comunidad, sino en toda España.
Demográficamente este colectivo ha aportado un número importante de población activa al mercado de trabajo andaluz, además está comenzando a producirse un rejuvenecimiento de la población que es apreciable en el ligero repunte de la natalidad, fruto en su mayoría de los alumbramientos de inmigrantes.